# I’ll Be Home for Christmas
I’ll Be Home for Christmas – amerykańska piosenka bożonarodzeniowa z 1943. Pierwszym wykonawcą utworu był Bing Crosby.
Utwór przypomina formą list pisany przez żołnierza, uczestnika II wojny światowej, który prosi rodzinę o przygotowanie wymarzonych świąt Bożego Narodzenia.
Jest to jeden ze standardów świątecznych w Stanach Zjednoczonych, a także jedna z najbardziej rozpoznawalnych piosenek w dyskografii Binga Crosby’ego. Wykonywana była także przez wielu innych artystów, takich jak Elvis Presley czy Perry Como.